# Azara dentata
Azara dentata är en videväxtart som beskrevs av Hipólito Ruiz López och Pav.. Azara dentata ingår i släktet Azara och familjen videväxter. Inga underarter finns listade i Catalogue of Life.

## Bildgalleri

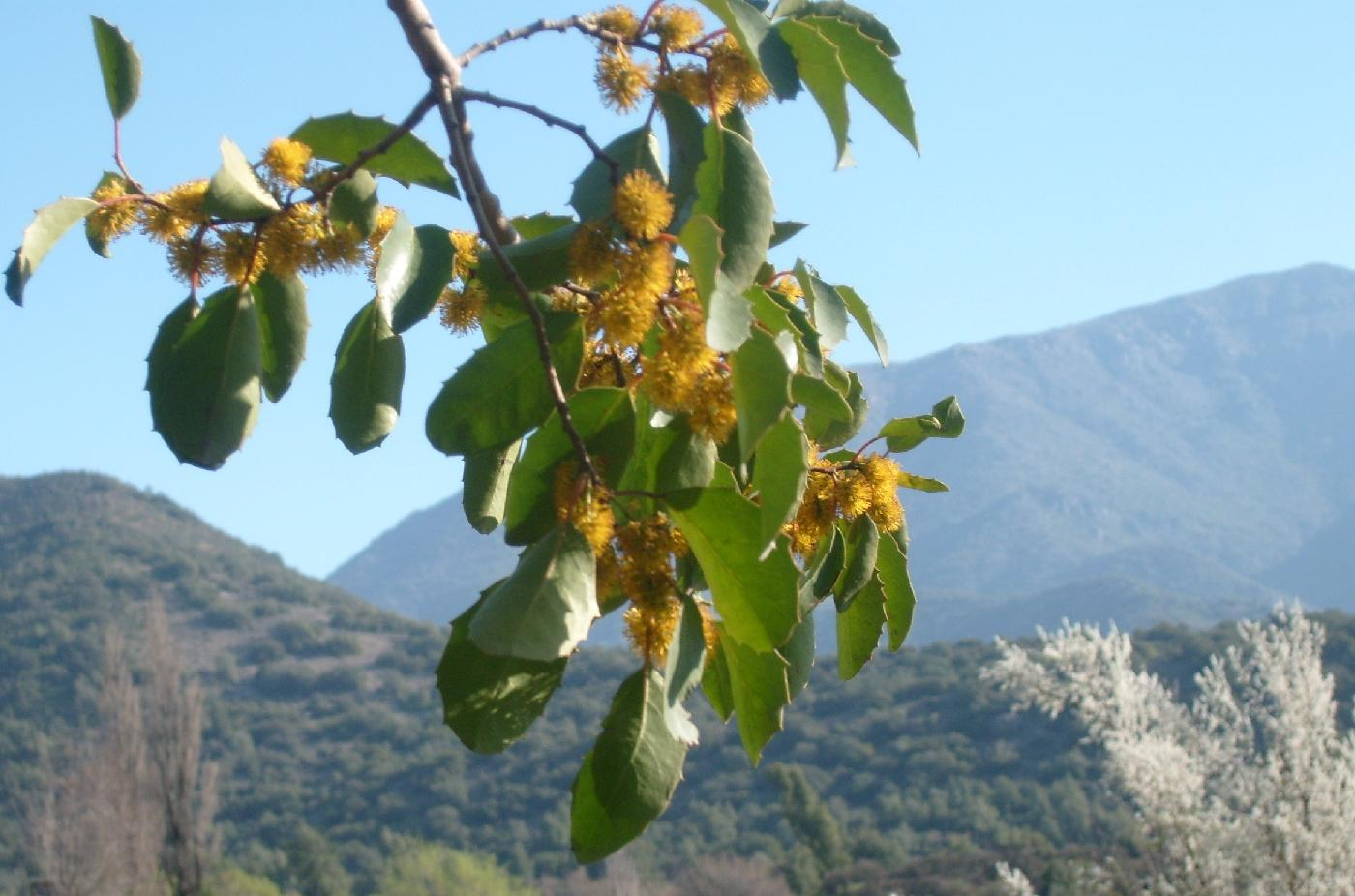